# Apollolaan 1 (Amsterdam)
Apollolaan 1, Amsterdam is een gebouw aan de Apollolaan in Amsterdam-Zuid.

## Ligging
Het woonhuis staat op de hoek van de Apollolaan en de Bernard Zweerskade te Amsterdam. De Apollolaan heeft hier een teruggetrokken rooilijn ten opzichte van de rest van de oneven genummerde zijde van de laan. De ruimte die ontstond voor een groenstrook kreeg pas in 2019 de naam Canadezenplantsoen. Het stratenplan maakt deel uit van Plan Zuid van Hendrik Petrus Berlage (1856-1934).

## Gebouw
In de jaren 1927-1928 werd op genoemde hoek een woonhuis neergezet, naar een ontwerp van architect Frans den Tex (Arnhem, 12 november 1897 – Naarden, 22 februari 1969). Dat leverde het gebouw zijn bijnaam op: Villa den Tex. Overigens was de grond in 1927 aangekocht door diens vader, Karel den Tex.  Frans den Tex ontwierp het gebouw in een verstrakte vorm van de Amsterdamse School, een bouwstijl die in deze omgeving veelvuldig gebruikt is. 
Wat opvalt aan het gebouw is het beeldhouwwerk van Hildo Krop. Rondom de gevel, met name naar de particuliere garage, zijn talloze beeldjes in wit kalksteen van Krop te zien. Deze lichtkleurige beelden vormen een contrast met de geelbruine bouwstenen van de villa. Krop liet zich inspireren door de architect, die verhaalde van kubusachtige beelden die hij tijdens een reis in Nederlands-Indië had gezien. Krop kwam de beeldhouwwerken ter plekke uithakken. Hij gaf vermoedelijk een knipoog naar Den Tex: in een van de beelden is een trekharmonica spelende faun te zien met teckel. Evenzo naar bouwondernemer Wezel: een van de stenen toont een wezel. Voorts zijn beelden uit flora en fauna en een boogschutter te zien. Het gebouw werd op 26 maart 2013 aangewezen als gemeentelijk monument.
Aan de zijde van de Bernard Zweerskade staat een icoon uit de Amsterdamse School: een splitskast van Pieter Lucas Marnette.

## Familiecirkel
De eerste bewoners waren Lucie Gérardine Gentis (Soerabaja, 1901 – Amsterdam, 1955) en scheikundig ingenieur Jacques Louis Bienfait (1895-1947), met wie zij in 1928 huwde. Bienfait was werkzaam bij het proefstation voor bouwmaterialen en het bureau voor chemisch onderzoek, Firma Koning & Bienfait. Bienfait voert hier terug op Louis Bienfait, ook ingenieur. De zus van deze Louis, Marie Bienfait, was de vrouw van Hendrik Petrus Berlage, ontwerper voor de firma van het onderzoeksstation aan de Da Costakade 104. 

## Afbeeldingen

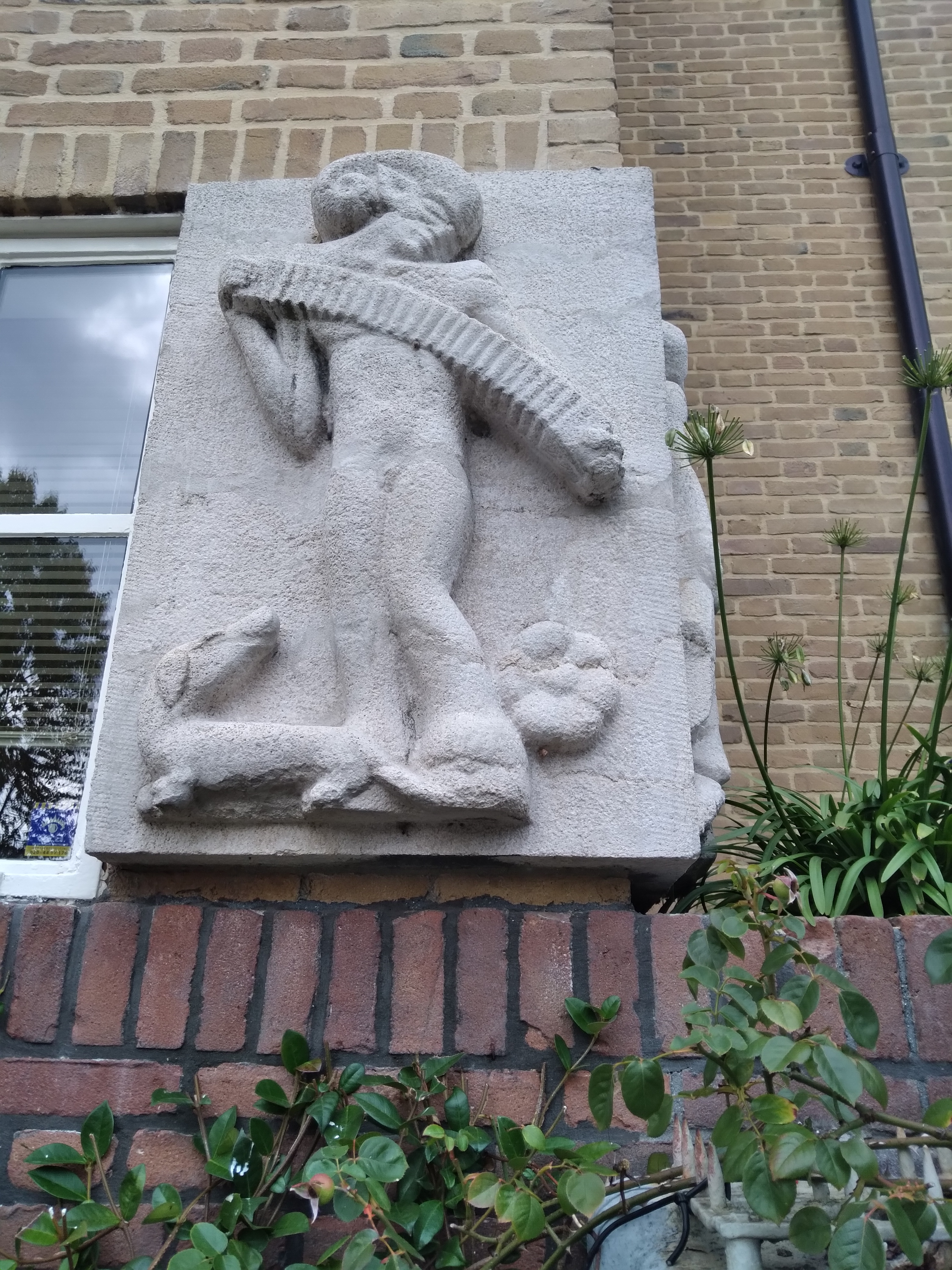
Faun met tekkel (oktober 2020)
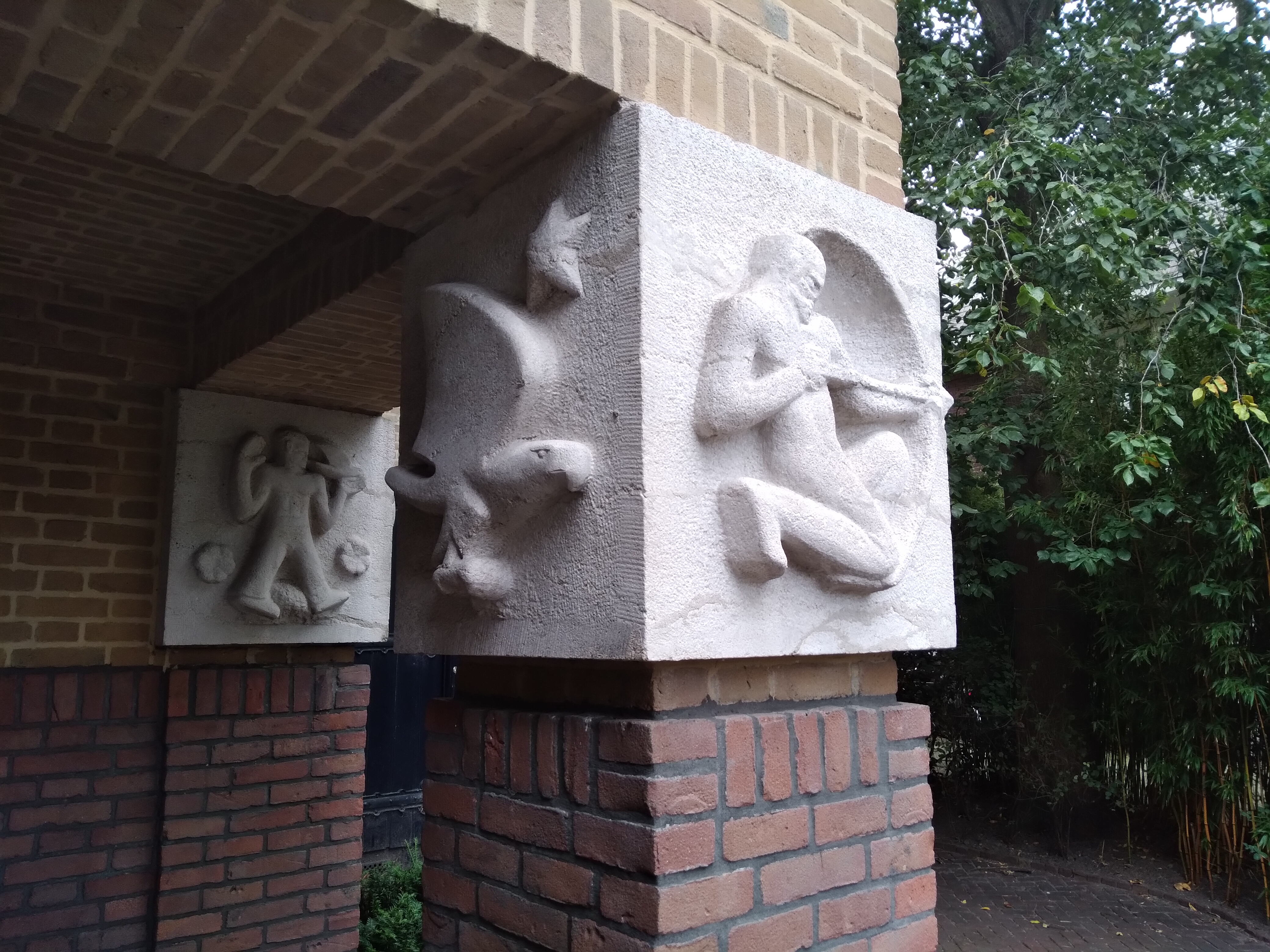
Boogschutter (oktober 2020)
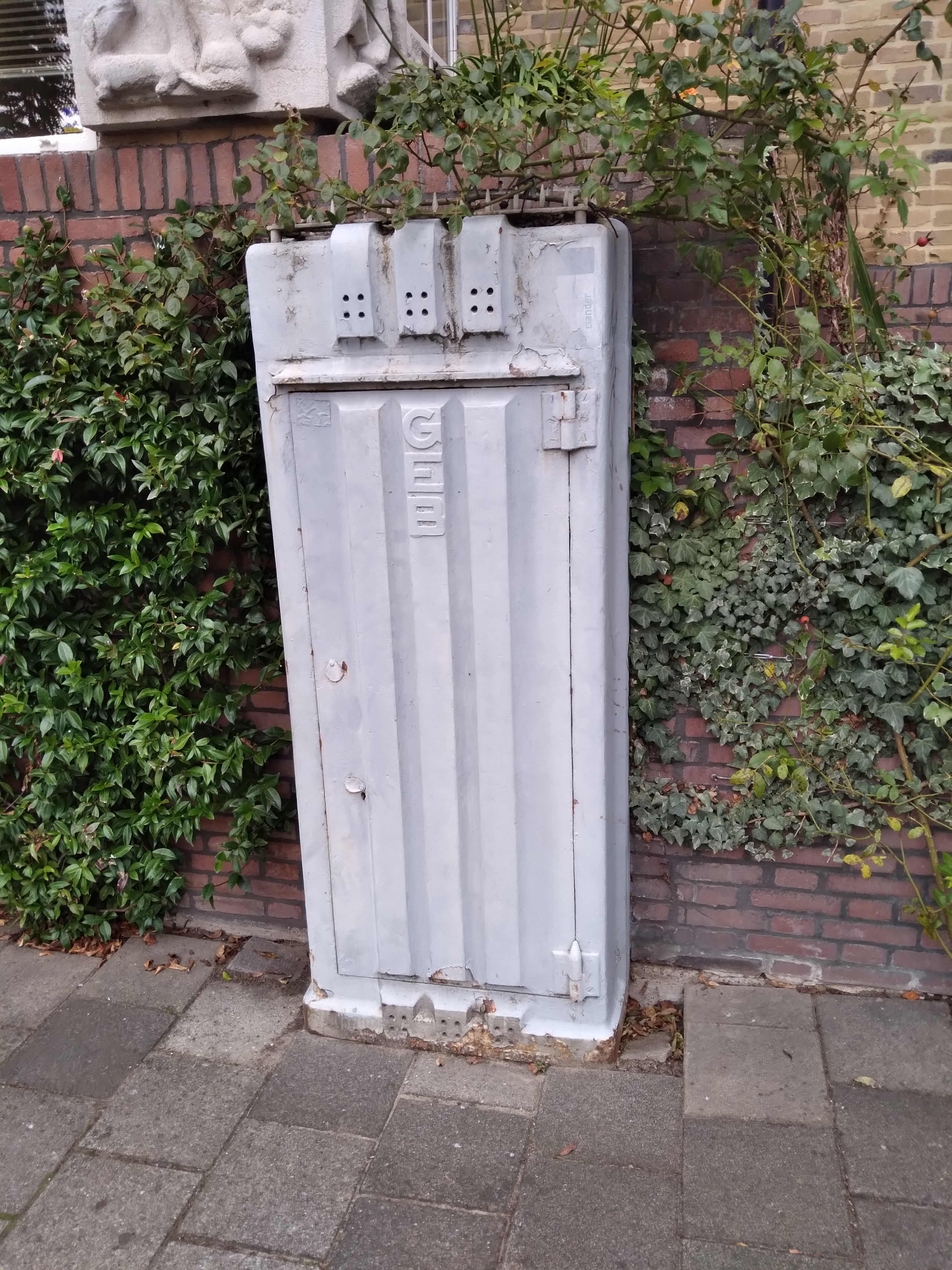
Splitskast van Marnette (oktober 2020)